# Rohackie Wodospady

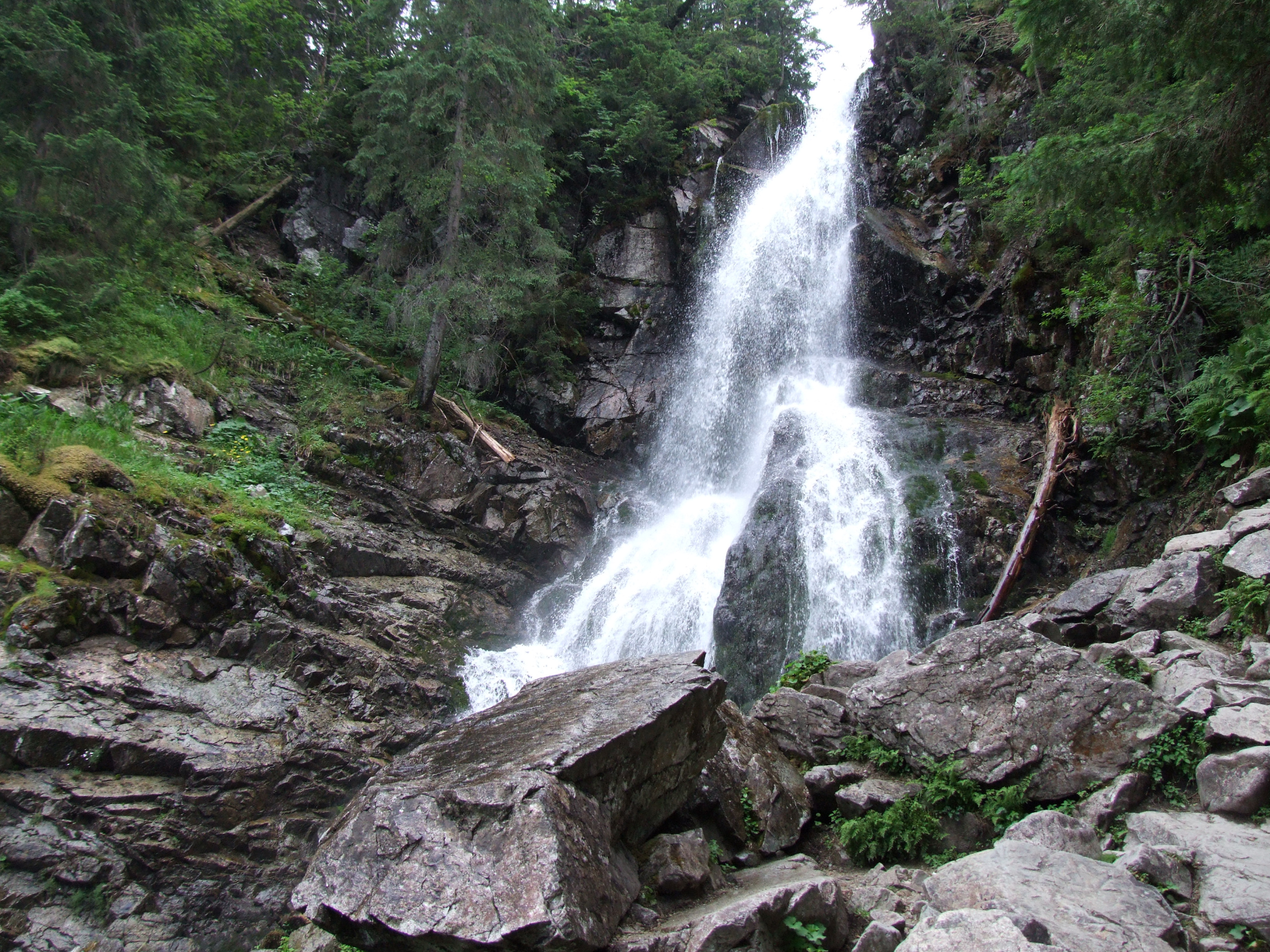
Wyżni Rohacki Wodospad

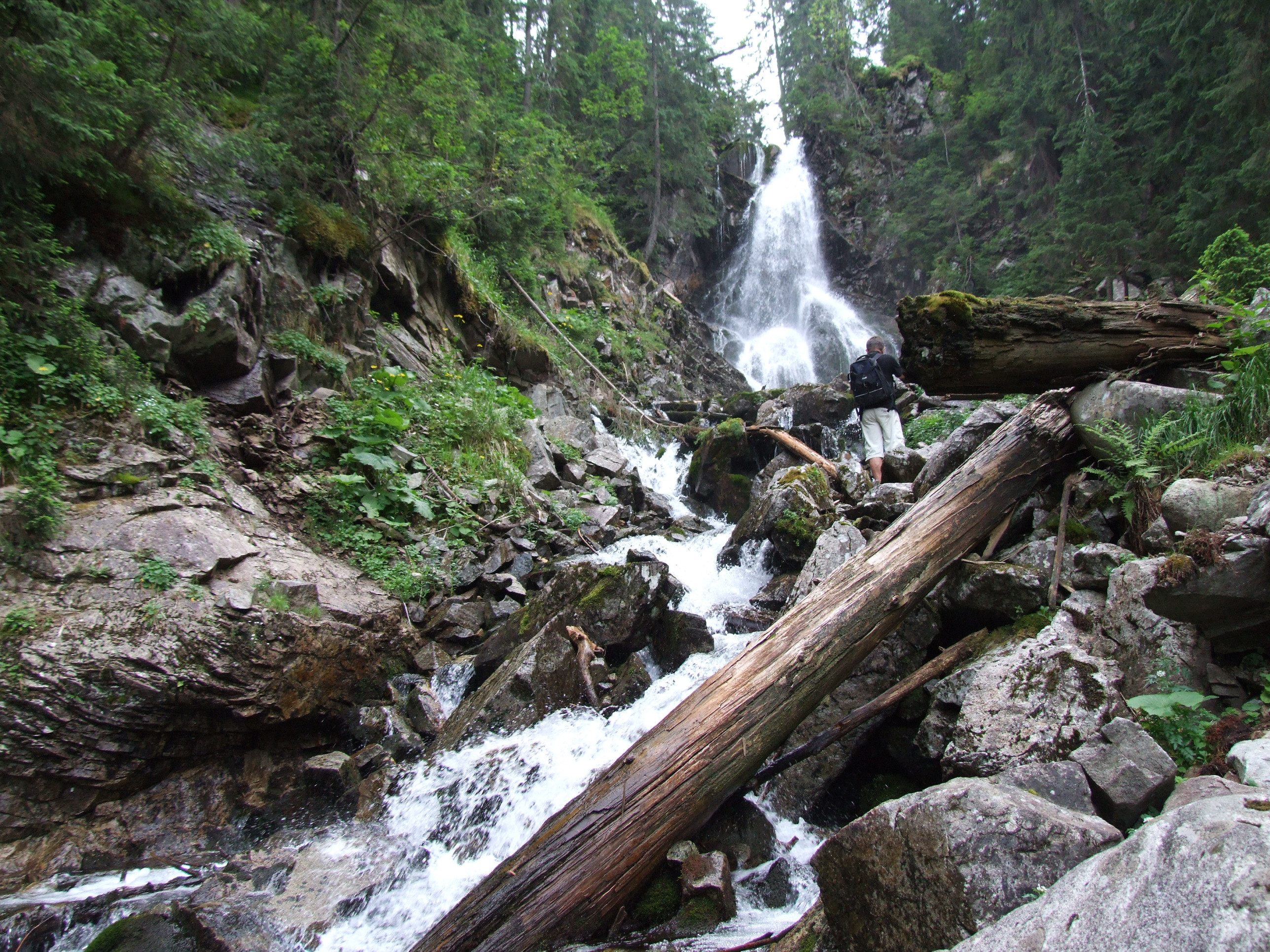
Wyżni Rohacki Wodospad

Rohackie Wodospady (słow. Roháčsky vodopád) – dwa wodospady na Spalonym Potoku (dopływ Rohackiego Potoku) w Dolinie Spalonej, będącej bocznym odgałęzieniem Doliny Rohackiej w słowackich Tatrach Zachodnich. Są to:
- Wyżni Rohacki Wodospad lub Wyżnia Spaleńska Siklawa (Vyšný Roháčsky vodopád). Ładniejszy i większy. Znajduje się na wysokości 1340 m n.p.m. w głębokim korycie potoku w lesie. Łączna jego długość wynosi 23 m. W górnej jego części woda spada z szumem z pionowego progu skalnego, niżej rozbija się na kamieniach stromego koryta. Do wodospadu prowadzi oznakowana ścieżka o długości ok. 100 m, będąca odgałęzieniem szlaku z Doliny Rohackiej na Banikowską Przełęcz.
- Niżni Rohacki Wodospad lub Niżnia Spaleńska Siklawa (Nižný Roháčsky vodopád). Położony jest niżej. Jest to pochyłe, bardzo strome koryto potoku, zawalone wielkimi kłodami drzew. Nie prowadzi do niego znakowana ścieżka, ale można do niego zejść krótką, wydeptaną stromą ścieżką z tego samego szlaku. Ścieżka ta zaczyna się obok ławki dla turystów.

Średni przepływ wody na Wyżnim Rohackim Wodospadzie wynosi 500–1200 l/s. W korycie potoku przy obydwu wodospadach rośnie bujna roślinność górska, w której dominują: omieg górski, miłosna górska, rzeżucha gorzka, jaskier platanolistny oraz mchy.

## Szlaki turystyczne
– żółty od rozstaju Adamcula przy szosie prowadzącej Doliną Rohacką, obok Wodospadów Rohackich przez Dolinę Spaloną na Banikowską Przełęcz.
- Czas przejścia z Adamculi do Wyżniego Wodospadu: 30 min, ↓ 25 min
- Czas przejścia od Wyżniego Wodospadu na Banikowską Przełęcz: 2:35 h, ↓ 1:50 h

  – niebieski biegnący razem z żółtym od Adamculi obok Wodospadów Rohackich, a dalej obok Rohackich Stawów do Bufetu Rohackiego.
- Czas przejścia z Adamculi do Wyżniego Wodospadu: 30 min, ↓ 25 min
- Czas przejścia od wodospadu nad Wyżni Staw Rohacki: 1 h, ↓ 45 min